# 6950 Simonek
6950 Simonek eller 1982 YQ är en asteroid i huvudbältet som upptäcktes den 22 december 1982 av den belgiske astronomen François Dossin vid Haute-Provence-observatoriet. Den är uppkallad efter upptäckarens fru, Simone Ek.
Asteroiden har en diameter på ungefär 7 kilometer och den tillhör asteroidgruppen Eunomia.